# Рошель Стівенс
Рошель Стівенс (англ. Rochelle Stevens; нар. 8 вересня 1966) — американська легкоатлетка, що спеціалізується на спринті, олімпійська чемпіонка 1996 року, срібна призерка Олімпійських ігор 1992 року, чемпіонка світу.

## Кар'єра
| Рік             | Змагання         | Місто              | Місце           | Дисципліна            | Примітки        |
| Представник США | Представник США  | Представник США    | Представник США | Представник США       | Представник США |
| --------------- | ---------------- | ------------------ | --------------- | --------------------- | --------------- |
| 1991            | Чемпіонат світу  | Токіо, Японія      | 2               | естафета 4×100 метрів | 3:20.15         |
| 1992            | Олімпійські ігри | Барселона, Іспанія | 6               | біг на 400 метрів     | 50.11           |
| 1992            | Олімпійські ігри | Барселона, Іспанія | 1               | естафета 4×100 метрів | 3:20.92         |
| 1995            | Чемпіонат світу  | Гетеборг, Швеція   | 1               | естафета 4×400 метрів | 3:22.39         |
| 1996            | Олімпійські ігри | Атланта, США       | 1               | естафета 4×400 метрів | 3:20.91         |